# (5389) Choikaiyau
(5389) Choikaiyau es un asteroide perteneciente al cinturón de asteroides, descubierto el 29 de octubre de 1981 por el equipo del Observatorio de la Montaña Púrpura desde el Observatorio de la Montaña Púrpura, Nankín (China).

## Designación y nombre
Designado provisionalmente como 1981 UB10. Fue nombrado Choikaiyau en honor a Choi Kaiyau, director honorario del Centro Científico de Zhongshan y presidente de la Fundación Educativa Choi. Realizó un gran esfuerzo para acabar con el analfabetismo en China y ganó gran reputación al popularizar la educación de los niños.

## Características orbitales
Choikaiyau está situado a una distancia media del Sol de 2,378 ua, pudiendo alejarse hasta 2,748 ua y acercarse hasta 2,009 ua. Su excentricidad es 0,155 y la inclinación orbital 8,099 grados. Emplea 1340,16 días en completar una órbita alrededor del Sol.

## Características físicas
La magnitud absoluta de Choikaiyau es 13,5. Tiene 4,482 km de diámetro y su albedo se estima en 0,383. 